# Apolinary Kątski
Apolinary Kątski (Varsòvia, 2 de juliol, 1824 - Idem., 29 de juny, 1879), va ser un violinista, compositor i professor de música polonès; el 1861 va fundar l'Institut de Música de Varsòvia.

## Biografia
Durant molts anys, la data de naixement del violinista no es va conèixer amb precisió. La literatura sobre el tema utilitzava diverses dates, entre les quals: 23 d'octubre de 1825 o 2 de juliol de 1826. El lloc de naixement s'indicava com a Varsòvia, Cracòvia o Poznań. El 2018, es va trobar el certificat de baptisme de Kątski, que establia el lloc i la data de naixement del violinista polonès: Varsòvia, 2 de juliol de 1824.
Apolinary Kątski provenia d'una família de músics. El seu pare Grzegorz (1778–1844) era violinista aficionat, els seus germans Antoni i Stanisław eren pianistes, el seu germà Karol, violinista, i la seva germana Maria Eugenia va fer concerts com a cantant en la seva joventut.
El 1827, la família Kątski va emprendre el seu primer viatge artístic, visitant Lviv, Vílnius, Mitau (actualment Jeglau) i Sant Petersburg. Als cinc anys, Apolinary va actuar com a nen prodigi a la cort del tsar a Sant Petersburg. Després va anar amb la seva família a Moscou. A causa de l'epidèmia de còlera d'aquella època, el viatge va ser molt lent. Després de deixar Moscou el juliol de 1830, van anar a Lviv, on van passar un any sencer; van arribar a Cracòvia l'octubre de 1831. A Lviv, van conèixer Karol Lipiński, entre d'altres.
Entre els anys 1861 i 1879 va ser director i professor de la classe superior de violí (entre els seus alumnes hi havia Konstanty Gorski) d'aquesta escola, rebatejada com a Conservatori Estatal de Música el 1919. Va començar la seva carrera musical als 4 anys, inicialment sota la supervisió del seu pare, Grzegorz Kątski, i després de Niccolò Paganini. Va oferir concerts a Sant Petersburg, Viena, París i Londres (fins i tot durant les cerimònies de coronació de la reina Victòria el 1837). Entre els anys 1853 i 1859 va ser solista a la cort del tsar a Sant Petersburg. Va ser enterrat al cementiri de Powązki (secció 16-2-9/10)[2].

## Composicions importants
- Wielka fantazja na motywach z opery „Łucja z Lammermoor” op. 2
- Kaprys charakterystyczny „Kaskada” op. 3
- Mazur sielankowy op. 4
- L'echo caprice-étude op. 5
- Le rêve d’une jeune châtelaine op. 6
- Le départ du Chevalier op. 11
- Six caprices-études artistiques op. 16
- Reminiscences op. 18, walc